# Atropo

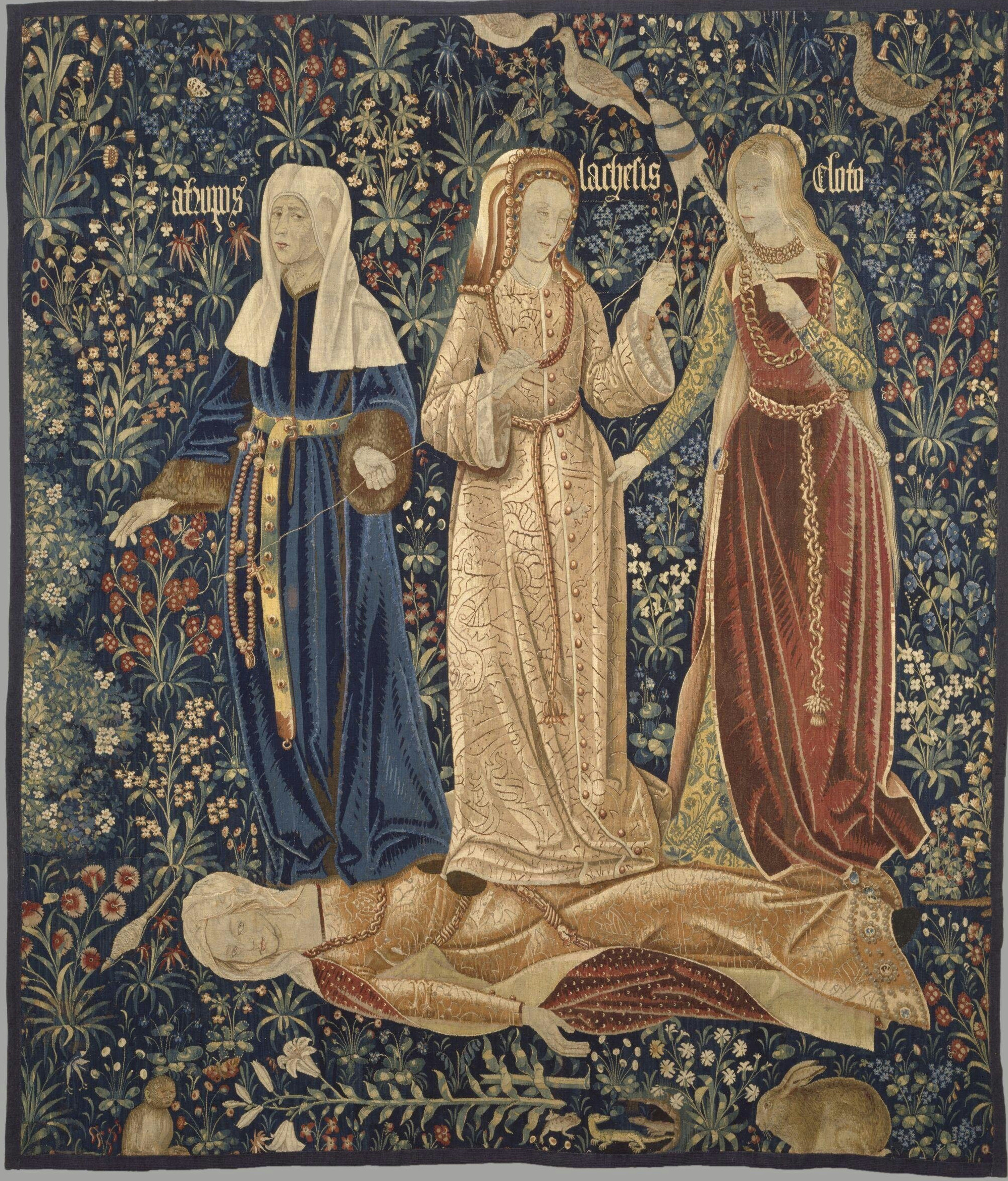
Le Tre Parche, particolare dal Trionfo della Morte, arazzo fiammingo, 1520 ca.

Nella mitologia greca, Àtropo (in greco antico: Ἄτροπος?, "in nessun modo, l'immutabile, l'inevitabile") era una delle tre Moire (o Parche, nella mitologia romana), figlia, secondo una versione, della Notte o, secondo un'altra, di Zeus e di Temi (o Mnemosine).
Nella mitologia viene citata anche per aver condizionato il destino di Meleagro.

## Il mito

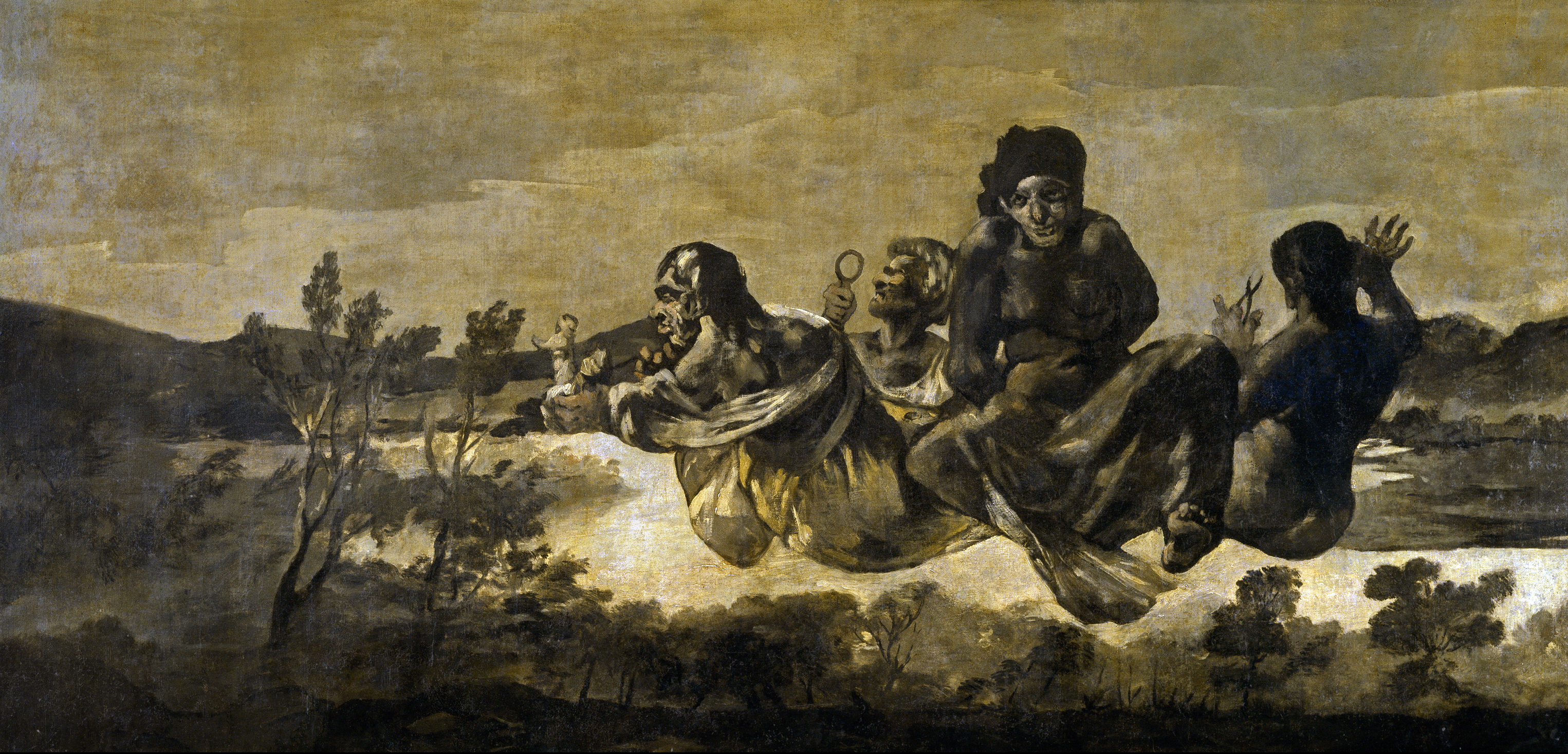
Atropo con le sorelle

Àtropo, la più anziana (Esiodo, Scudo, 259: ... non era una grande dea, ma certamente alle altre superiore e più anziana...) delle tre sorelle, colei che non si può evitare, l'inflessibile; rappresenta il destino finale della morte d'ogni individuo poiché a lei era assegnato il compito di recidere, con lucide cesoie, il filo che ne rappresentava la vita, decretandone il momento della morte.
Èaco (Αἰακός) è il giudice che controlla nel Tartaro se le persone vi entrano contro il volere di Atropo.

### Fonti
- Omero, Iliade XXIV 49
- Esiodo, Teogonia 217
- Virgilio, Eneide, X, 814
- Pausania, Periegesi della Grecia, Libro X 24,2
- Pseudo-Apollodoro, Libro III - 12, 6

### Moderna
- Robert Graves, I miti greci, Milano, Longanesi, ISBN 88-304-0923-5.
- Angela Cerinotti, Miti greci e di Roma antica, Prato, Giunti, 2005, ISBN 88-09-04194-1.
- Anna Ferrari, Dizionario di mitologia, Litopres, UTET, 2006, ISBN 88-02-07481-X.
- Anna Maria Carassiti, Dizionario di mitologia classica, Roma, Newton, 2005, ISBN 88-8289-539-4.